# Engenharia computacional

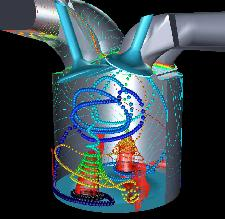
Simulação computacional de um motor

Engenharia Computacional é um campo interdisciplinar da engenharia que lida com o desenvolvimento e aplicação de modelos computacionais e de simulações, muitas vezes, juntamente com a computação de alto desempenho, para resolver complexos problemas físicos decorrentes de análise de engenharia e design, bem como fenômenos naturais (ciência da computação). Inserida na área denominada computational science and engineering, tem sido descrito como o "terceiro modo de descoberta" (ao lado da teoria e da experimentação). Em muitos campos, a simulação por computador é integral e, portanto, essenciais para a investigação e desenvolvimento de novas técnicas. A simulação no computador fornece a capacidade para entrar em campos que são inacessíveis a tradicional de experimentação ou de onde a realização de tradicionais experimentos são muitos caros ou inviáveis. Engenharia Computacional não deve ser confundida com a ciência da computação, nem com engenharia de computação, apesar de uma grande domínio em que o primeiro é utilizado na Engenharia Computacional (por exemplo, determinados algoritmos, estruturas de dados, programação paralela, computação de alto desempenho) e alguns problemas nos últimos podem ser modelados e resolvidos com métodos estudados na Engenharia Computacional (como uma área de aplicação).
É oferecida nos programas de mestrado ou doutorado em várias instituições, além de cursos de graduações, citando a UFJF, UFRJ, PUC-RJ.

## Métodos
O estudos na área Engenharia Computacional inclui:
- Computação de alto desempenho e técnicas para ganho de eficiência (através da mudança na arquitetura de computadores, algoritmos paralelos, etc.);
- Modelagem e simulação;
- Algoritmos para solução discreta e contínua de problemas;
- Análise e visualização de dados;
- Métodos matemáticos: Numérico e aplicações de álgebra linear, problemas de valor inicial e de contorno, análise de Fourier, otimização;
- Ciência de dados para o desenvolvimento de métodos e algoritmos para manipular e extrair conhecimento a partir de grandes dados científicos.

## Aplicações

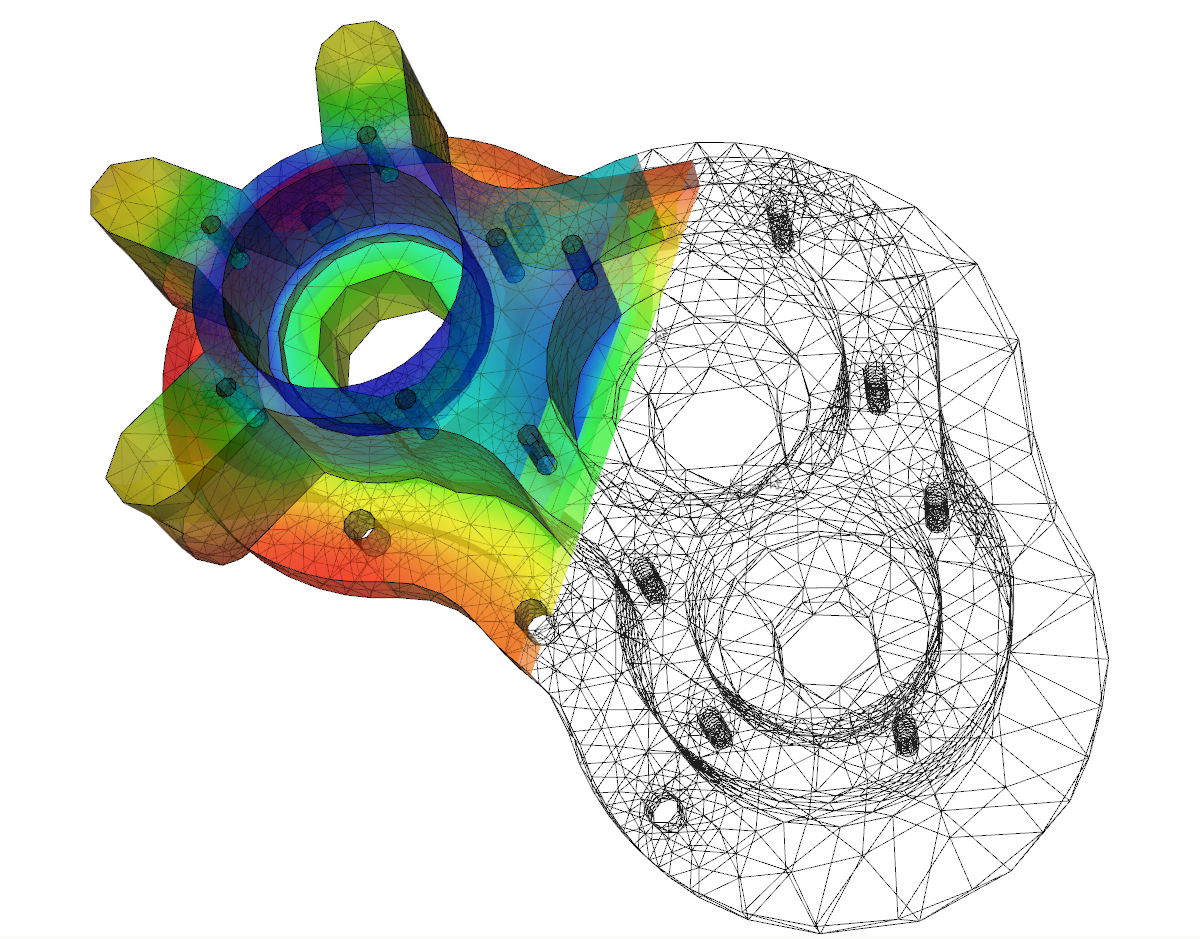
Uma solução numérica para a equação de calor em um modelo de caixa da bomba usando o método de elementos finitos.

Engenahria Computacional possui diversas aplicações em várias áreas, incluindo:
- Engenharia aeroespacial e Engenharia Mecânica: simulações de combustão, dinâmica estrutural, dinâmica de fluidos computacional, termodinâmica computacional, dinâmica de sólidos computacional, simulação de acidentes de veículo, biomecânica, cálculo de trajetória de satélites;
- Sistemas astrofísicos;
- Campo de batalha em simulações militares e de jogos, segurança interna, resposta de emergência;
- Biologia e Medicina: simulações do dobramento de proteínas (e de outras macromoléculas), bioinformática, genômica computacional, neurológica, modelagem de sistemas biológicos (por exemplo, sistemas ecológicos);
- Química: o cálculo de estruturas e propriedades de compostos químicos/moléculas e sólidos, química computacional, simulações de mecânica molecular computacional, métodos químicos no estado sólido, transporte de poluentes;
- Engenharia Civil: análise de elementos finitos, estruturas com cargas aleatórias, engenharia de construção, sistemas de abastecimento de água, modelagem de transporte/veículo;
- Engenharia de computação, Engenharia Elétrica e de Telecomunicações: VLSI, eletromagnetismo, modelagem de semicondutores, simulação de microeletrônica, energia, infra-estrutura, redes;
- Epidemiologia: espalhamento de doenças;
- Engenharia ambiental e Numéricos de previsão do tempo: pesquisa de clima, geofísica computacional (sísmica de processamento), modelagem de desastres naturais;
- Finanças: derivação de preços, gestão de risco;
- Engenharia Industrial: eventos discretos e Monte-Carlo (para a logística e a sistemas de manufatura, por exemplo), otimização de processos;
- Ciência dos materiais: fabricação de vidro, polímeros e cristais;
- Engenharia Nuclear: modelagem de reator nuclear, simulações de blindagem de radiação, simulações de fusão;
- Engenharia de petróleo: modelagem de petróleo do reservatório, exploração de petróleo e gás;
- Física: física de partículas, cálculo automático de partículas de interação ou decadência, modelagem de plasma, simulações cosmológicas.